# Drochia

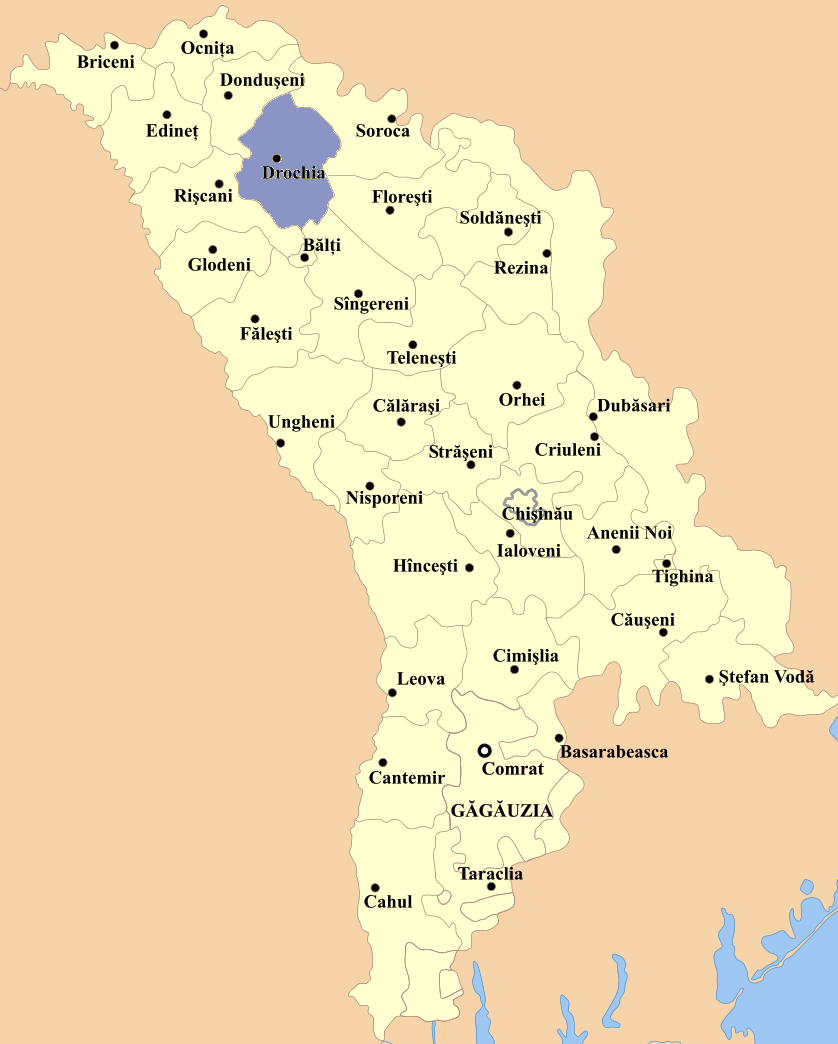
Drochias läge i Moldavien.

Drochia (ryska: Дрокия) är en stad i norra Moldavien med 21 500 invånare (2004). Den är huvudort i distriktet Drochia. Den främsta näringen är jordbruk, med odling av bland annat spannmål och sockerbetor. Orten har fått sitt namn efter fågeln stortrapp, dropie. Orten omnämns första gången 1777. År 1830 hade den växt till ett mindre samhälle och 1847 byggdes den första industrin (vindruveförädling) på orten. År 1875 fanns två ångkvarnar. Staden förbands med järnväg i slutet av 1800-talet och industrin upplevde då en tillväxt. Drochia fick stadsrättigheter 1973. 
Terrängen runt Drochia är huvudsakligen platt. Drochia ligger uppe på en höjd. Runt Drochia är det ganska tätbefolkat, med 93 invånare per kvadratkilometer. Det finns inga andra samhällen i närheten. Trakten runt Drochia består till största delen av jordbruksmark.